# 특례시 (대한민국)
특례시(特例市, special case city)는 대한민국의 광역자치단체인 도 산하의 기초자치단체 중 대한민국 지방자치법 제198조에 의거 2022년 1월 13일부터 지정된 지방자치단체이다.
2020년 개정된 대한민국 지방자치법에서는 이를 인구 100만 이상 대도시라고 규정하고 있다. 기존에도 인구 100만 명 이상인 기초지방자치단체는 지방분권법 제41조 및 제42조에 따라 추가로 특례를 부여받을 수 있다.
특례시는 행정적 명칭이며, 지방자치단체 종류가 추가되는 것이 아니라 공부·주소·안내판 등에서 '특례시'라는 명칭이 드러나지는 않는다.

## 개요
2003년 당시 인구 50만 명 이상의 11개 자치단체는 지방자치법 개정을 추진하면서 '인구 50만 명 이상 대도시의 행정 및 재정 운영, 국가의 지도감독 등과 관련해 관계 법률에 따라 특례 조항을 둘 수 있다'는 규정의 신설을 주장하고, 2003년 12월 23일 국회에서 해당 법안이 통과되었다.
이후 "지방행정체제 개편에 관한 특별법"과 현재의 "지방자치분권 및 지방행정체제개편에 관한 특별법"이 제정되면서 100만 이상 대도시의 특례를 규율하였다.
12월 9일 국회에서 지방자치법 전부개정안이 통과되어 100만 이상 대도시를 특례시로 하기로 하였다.
특례 규정이 적용되는 시는 행정구를 설치할 수 있고, 위임사무의 경우 도가 아닌 담당 중앙부처의 감독을 받으며, 행정구조 면에서는 광역자치단체에서 행정이 분리되지 않으면서 조직·인사·도시계획 등의 분야에서 도지사의 권한 일부가 시장에게 위임된다는 점에서 광역시와 일반시의 중간적 성격을 갖는다.
이와 함께 인구 100만 명 이상인 도시의 경우 광역자치단체처럼 부시장을 2인으로 둘 수 있고, 지역개발채권의 발행권한 등 일부 권한이 도지사로부터 시장에게 이관되며, 지역자원세가 도세에서 시세로 이양된다.

## 법적 근거
- 지방자치법 제3조제3항
- 지방자치법 제14조(지방자치단체의 종류별 사무배분기준)
- 지방자치법 제198조(대도시에 대한 특례인정)
- 지방자치법 시행령 제10조(인구 50만 이상 시의 사무의 특례)
- 지방자치법 시행령 제118조(대도시 인정 기준)
- 지방분권 및 지방행정체제개편에 관한 특별법 제41조(인구 100만 이상 대도시의 사무특례)
- 지방분권 및 지방행정체제개편에 관한 특별법 제42조(인구 100만 이상 대도시의 보조기관 등)

## 현황
인구 100만 명 이상의 시는 50만명 이상 특례외에 추가적 특례를 적용받을 수 있다.
인구 50만 명 이상의 시는 시가 원하는 경우 정부의 승인을 받아 행정구를 설치할 수 있다.(지방자치법 제3조제3항) 행정구는 특별시·광역시에 설치된 기초단체인 자치구와는 법적 지위가 다르며(독립적인 법인격을 갖지 않음), 기초단체인 시의 하위 행정 구역일 뿐이다. 행정구의 구청장은 선거로 뽑히지 않고 시장이 임명하는데, 일반적으로 3~4급(주로 4급)에 해당하는 공무원이 맡게 된다. 현재 100만 이상 도시들은 모두 일반구가 있다.
인구 100만 명 이상의 시는 기존 50만 특례에 더불어 추가적으로 더 광범위한 법적 특례(지방분권법 제41조)를 적용받을 수 있으며, 부시장을 2명 둘 수 있다.(지방분권법 제42조) 2022년 특례시가 공식화되기 전에는 이러한 특례를 적용받기 위한 별도의 기준은 없었다. 인구가 100만 명이 된 시점부터 바로 적용되었다. 다만 해당 시의회의 조례제·개정 등의 절차가 필요하였다. 2022년에 특례시 명칭이 공식화되면서 매년 말일 외국인을 포함한 등록 인구를 2년간 유지해야 특례시가 되었다.

### 특례시
| 도       | 시     | 일반구                                         | 일반구 수 | 인구 (2021.3.31.) | 면적 (km2) | 비고             |
| -------- | ------ | ---------------------------------------------- | --------- | ----------------- | ---------- | ---------------- |
| 경기도   | 고양시 | 덕양구, 일산동구, 일산서구                     | 3         | 1,080,845         | 267.31     |                  |
| 경기도   | 수원시 | 권선구, 영통구, 장안구, 팔달구                 | 4         | 1,185,984         | 121.09     | 경기도청 소재지  |
| 경기도   | 용인시 | 기흥구, 수지구, 처인구                         | 3         | 1,075,421         | 591.32     |                  |
| 경기도   | 화성시 | -                                              | -         | 1,034,173         | 700        | 2025. 1. 1. 출범 |
| 경상남도 | 창원시 | 의창구, 성산구, 진해구, 마산합포구, 마산회원구 | 5         | 1.001.245         | 748.81     | 경상남도청소재지 |

## 광역시 승격 논의
고양시, 수원시, 창원시, 용인시는 인구가 100만 명이 넘었고 일부 대도시(성남시, 안양시, 안산시 등)는 인근 지자체와의 통합을 통한 광역시 승격 논의가 있지만, 중앙정부 관료들의 부정적 태도, 도(道)의 반대, 시민들의 엇갈린 여론(도청소재지인 수원시와 창원시) 등 정치적인 문제 때문에 가능성은 낮은 상태이다.
고양시, 수원시, 용인시 등 인구가 100만 명이 넘거나 100만 명에 육박하는 경기도의 시들은 행정구조 면에서는 광역지자체에 속하면서도 자치권의 측면에서는 대한민국의 광역시와 같이 광범위한 자치권을 행사하는 일본의 정령지정도시와 유사한 형태의 특별기초자치단체를 도입할 것을 주장하고 있다.
고양시, 수원시, 용인시, 창원시 이렇게 4개의 시들이 국회에서 법안이 통과되어 2022년 1월 13일에 특례시로 승격되었다.

## 대한민국특례시시장협의회
대한민국특례시시장협의회는 인구 100만 명 이상 대도시인 기초자치단체의 기초단체장이 모여 중앙정부 정책제안 및 시의 상호협력 사항 논의를 위해 구성된 행정협의회이다. 고양시, 수원시, 용인시, 창원시, 화성시의 시장이 참여 중이다.

## 같이 보기
| - 특별시 - 광역시 - 대도시 - 대도시 (대한민국) - 자치시 - 자치구 | - 행정구 - 대한민국의 인구순 도시 목록 - 정령시( 일본) - 중핵시( 일본) - 특례시( 일본) |